# 牛浦沼
牛浦沼（：／ Uponeup）位於大韩民国庆尚南道昌宁郡遊漁面，是韓國最大的河流湿地，濕地的面積約854公頃（2,110英畝）。牛浦沼於1998年3月納入湿地公约，2011年列為世界遺產預備名單。

## 生態
牛浦沼為一個天然的濕地，濕地的水源來自洛東江，以及發源自火旺山的土坪川（韓語：토평천）。在一般季節，濕地的水位主要由土坪川注入的流水而定，但在暴雨帶來的洪水期間，由於洛東江水位暴漲，甚至蔓延至土坪川。洪水退去後，大量淤泥堆積在牛浦沼，其中有大量有機質提供養分，植物與動物在此生機勃勃。此外，附近的大型農田、丘陵、小型沼澤地與牛浦沼合成一個完整的生態環境，提供動植物良好的棲息地，確保該地區生態系統的永續發展。
牛浦沼當地代表植物包括香蒲、菖蒲、中國芒、大米草等。。牛浦沼為东亚-澳大利西亚迁飞区的候鳥中繼站，在此地觀察到的鳥類達180種，被國際鳥盟列為重点鸟区，重點物種包括罗纹鸭、白琵鷺、豆雁、大天鹅、疣鼻天鹅、花脸鸭、燕隼、长嘴剑鸻等。

## 保護
1962年韓國公布《文化財保護法》（韓語：문화재보호법）後，同年牛浦沼登記為韓國天然紀念物第15號，但於1965年10月撤銷。1998年3月牛浦沼納入湿地公约，1999年2月韩国环境部指定牛浦沼為濕地保護地區，2011年1月登記為韓國天然紀念物第524號，同年列為韓國世界遺產的預備名單。
牛浦沼是韓國最大的河流湿地，在湿地公约指定為濕地保護地區的面積為854.7公頃（2,112英畝）；登記為天然紀念物第524號的面積為343.8公頃（850英畝）；帶有水的濕地，即列於世界遺產預備名單中的保護地區為231.3公頃（572英畝）。
過去牛浦沼曾為瀕危物種朱鹮的棲息地，朱鹮曾廣泛分布於包括韓國在內的東北亞地區，但調查後認為在牛浦沼已野外绝灭。2008年中共中央總書記兼中國國家主席胡锦涛贈送2隻朱鹮；2013年中共中央總書記兼中國國家主席习近平再贈送2隻，經過十餘年的人工培育和繁殖，至2019年已達363隻。

## 外部連結
- 昌寧郡政府－牛浦沼 （页面存档备份，存于）（简体中文）